# Deportes de motor en Chile

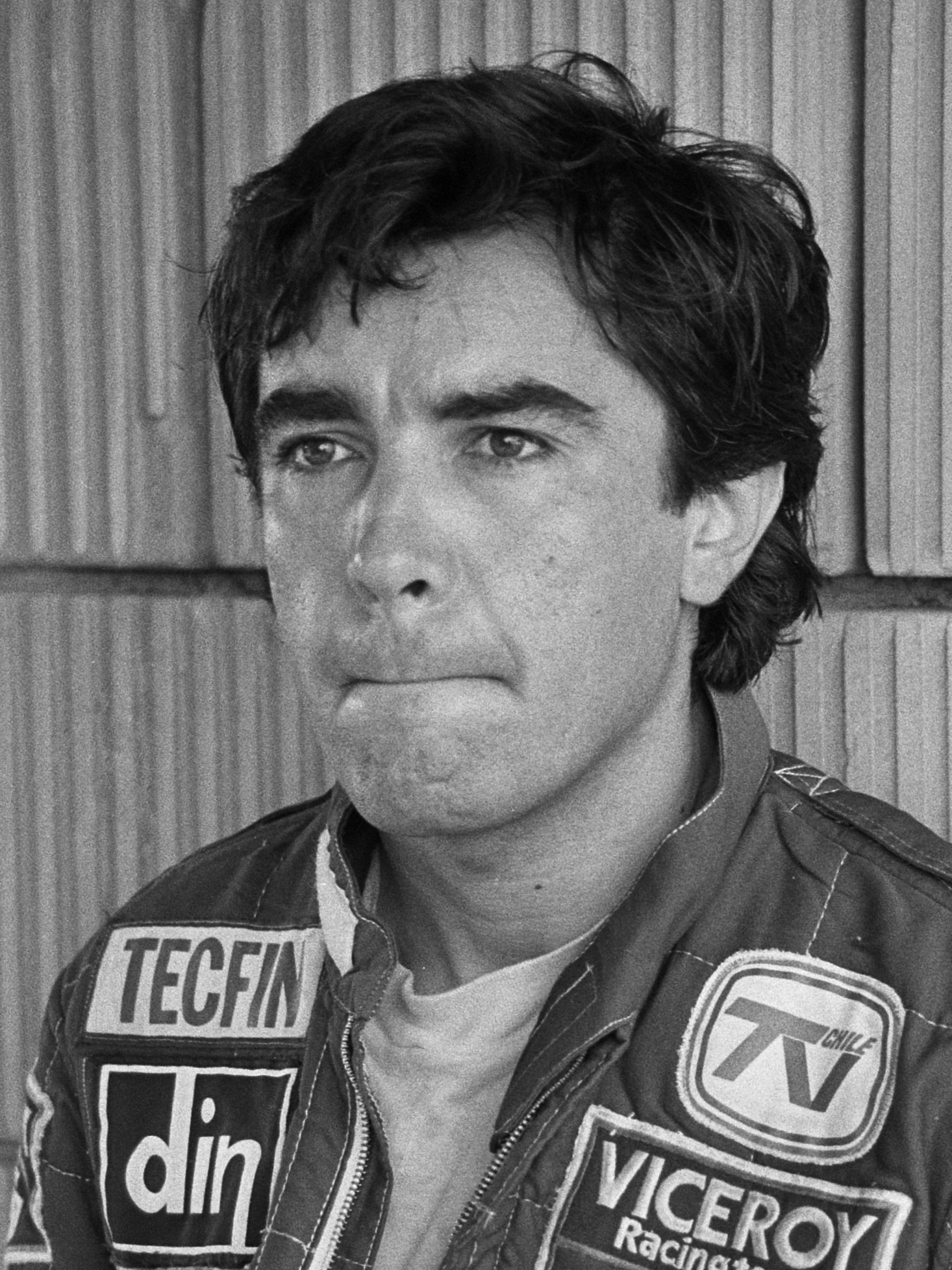
Eliseo Salazar en la Fórmula 1 es reconocido como el máximo exponente en la historia del automovilismo chileno.

Los deportes de motor en Chile son practicados mayormente por habitantes de las áreas urbanas acomodadas.
 La conducción es autorizada por la Comisión Nacional de Seguridad de Tránsito, su máxima competición es el Rally de Chile, evento del Campeonato Mundial de Rally, realizado en la Región del Biobío y su mayor circuito de carreras es el Autódromo Internacional de Codegua, ubicado en la Región de O'Higgins. Son asistidos por los Bomberos de Chile y el Sistema Nacional de Servicios de Salud al ser deportes extremos. Los principales pilotos han sido Juan Zanelli, Boris Garafulic, Eliseo Salazar, Carlo de Gavardo, Javier Villegas, Francisco López, Ignacio Casale, Pablo Quintanilla y José Cornejo.

## Automovilismo
Su organización está a cargo de la Federación de Automovilismo Deportivo de Chile, fundada en 1965, afiliada a la Federación Internacional desde 1975 y a la Confederación Sudamericana.

### Historia

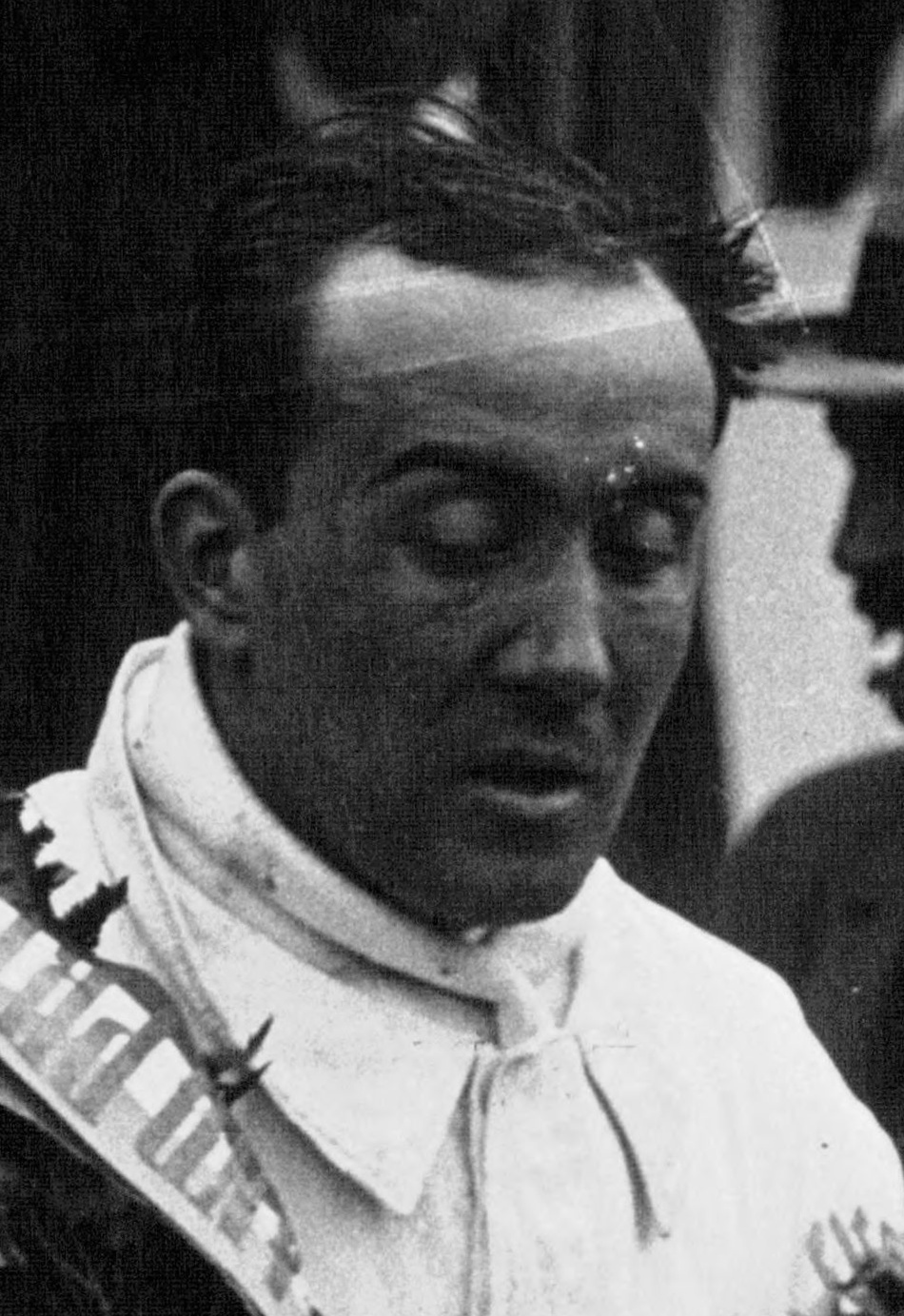
Juan Zanelli, el primer ídolo del automovilismo chileno.

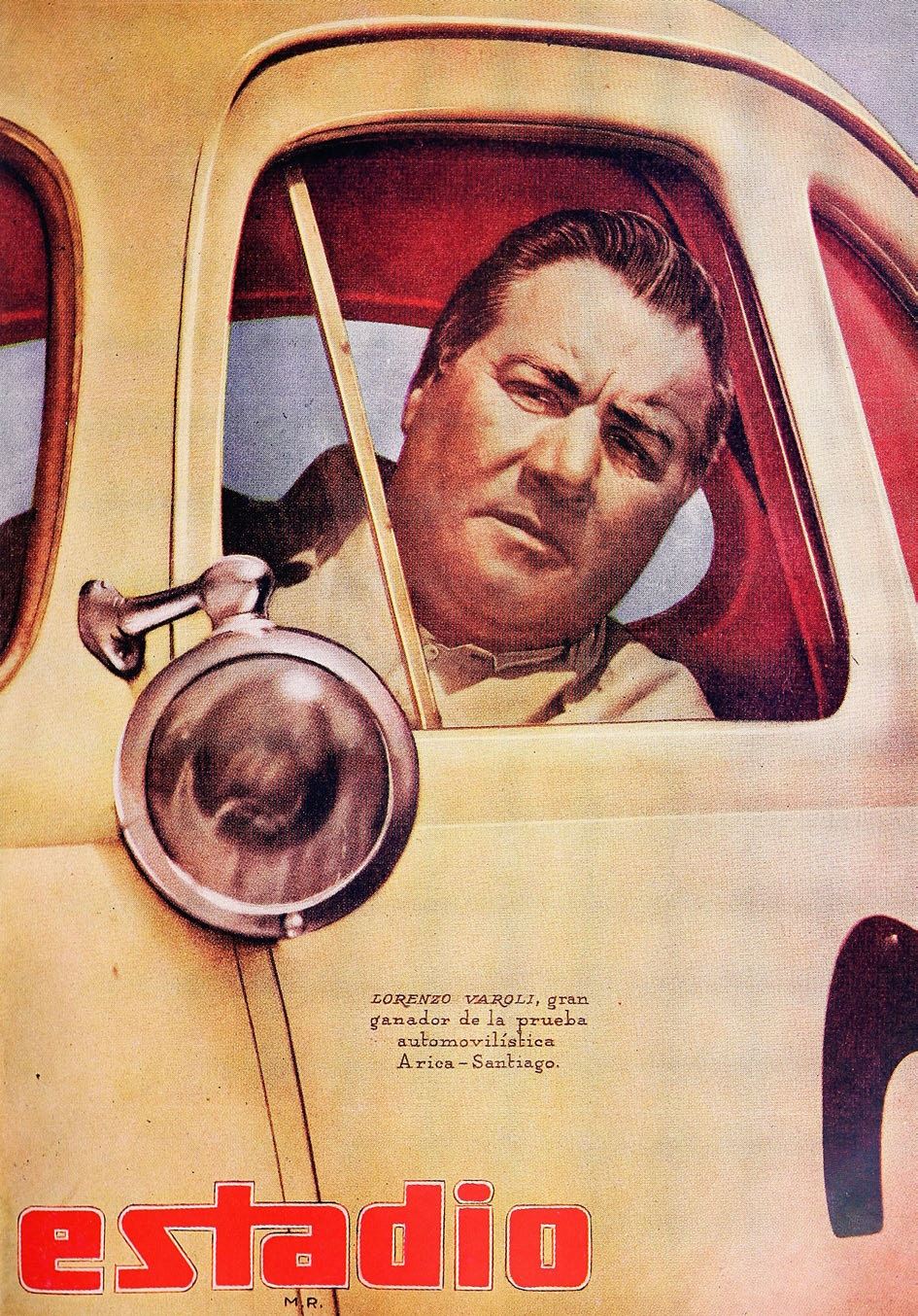
Lorenzo Varoli, reconocido piloto del turismo carretera en el

El primer piloto chileno en ganar una carrera internacional fue Juan Zanelli, quien competía en los Grand Prix. En el marco de la prioridad deportiva dada por los gobiernos radicales (1938-1952), aumentó la práctica, el nivel y el público en los circuitos. Eran muy populares las competiciones de Turismo Carretera que unían por etapas largas distancias entre ciudades. Los competidores más destacados fueron Boris Garafulic, Bartolomé Ortiz, Raúl Jaras y Lorenzo Varoli, quienes competían en Argentina —país con tradición deportiva—. En 1950 se disputó el Gran Premio de Chile, una carrera de Fórmula 1 no puntuables para la Temporada 1950. Compitieron dos chilenos en el evento, Ortiz obtuvo el cuarto lugar.
El máximo exponente de este deporte en Chile es Eliseo Salazar, quien es el único piloto del mundo que ha participado en las cinco competencias más importantes y tradicionales del automovilismo mundial: el Gran Premio de Mónaco de la Fórmula 1, las 500 Millas de Indianápolis, las 24 Horas de Le Mans, el Rally Dakar y el Campeonato Mundial de Rally. Pablo Donoso participó en la Indy Lights, y Martín Scuncio disputa la Star Mazda. Los chilenos Gonzalo Bravo y Eduardo Canales lograron la «marca mundial de conducción en automóvil a mayor altitud» con 6.688 metros a bordo de un Suzuki Samurai de 1986 en el volcán Nevado Ojos del Salado en la cordillera de los Andes (Argentina-Chile) el 21 de abril de 2007.
Chile fue elegido, junto con Argentina, como sede del Rally Dakar a partir de 2009 debido a la suspensión de esta tradicional prueba de rally raid en el continente africano. Han competido pilotos como Eliseo Salazar, Carlo de Gavardo y Boris Garafulic Jr. en la categoría autos. Desde 2018 el país alberga el Santiago ePrix, evento de la Fórmula E, y desde 2019 es realizado el Rally de Chile con sede en la ciudad de Concepción. Las principales competencias locales son el Rally Mobil, la Fórmula 3 Chilena y el Turismo Competición 2000 Chile. En la década de 2020 destacan Benjamín Hites, Nicolás Pino (primer chileno en subirse al podio de las 24 horas de Daytona y de las 24 Horas de Le Mans, al obtener un segundo y un tercer lugar respectivamente) y Nicolás Ambiado.

## Motociclismo

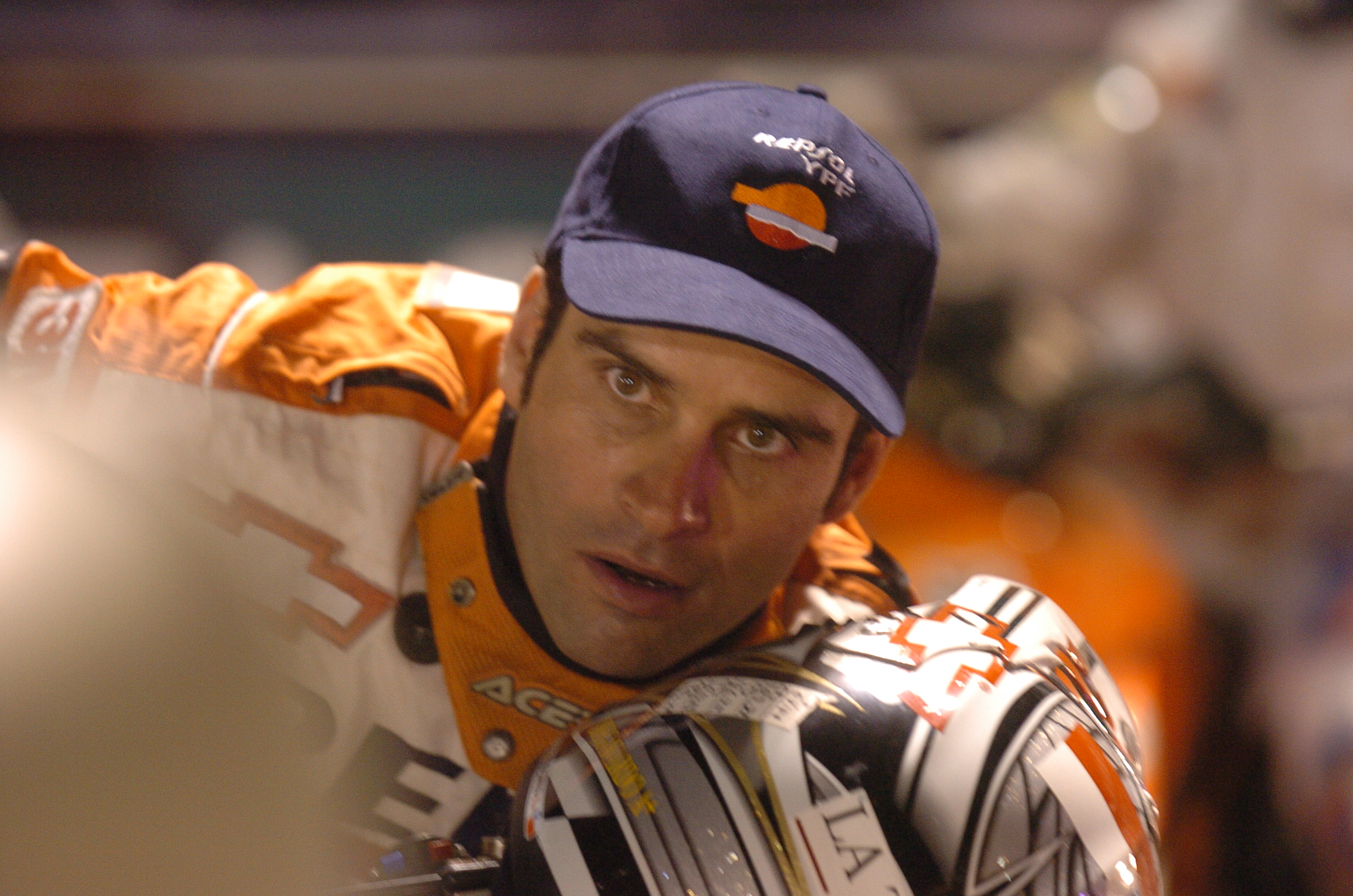
Carlo de Gavardo.

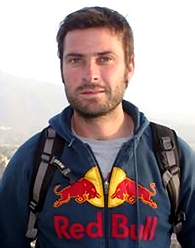
Francisco López.

Su organización está a cargo de la Federación de Motociclismo de Chile, afiliada a la Federación Internacional.
Su máximo exponente es Carlo de Gavardo, quien ha obtenido destacadas participaciones internacionales tanto en el enduro como en el rally cross-country. Alcanzando el campeonato mundial de rally. De Gavardo popularizó el Rally Dakar en Latinoamérica con sus destacadas actuaciones, siendo su mejor ubicación el tercer lugar obtenido en la edición de 2001, además de ser el primer deportista latinoamericano en ganar una etapa en el rally-raid más importante del mundo.
Otro campeón del mundo es Francisco "Chaleco" López en la categoría de 450 cc, algo sorprendente si se toma en cuenta que lo logró con la escudería Honda y no con KTM que es la número 1 en rally. López ha obtenido muy buenos resultados en el Rally Dakar, subiendo al podio en dos oportunidades (dos terceros lugares en las ediciones 2010 y 2013). López regresaría  a competir en el Rally Dakar nuevamente el 2019, cuando volvió en la categoría UTV, donde se Coronaría nada menos que campeón, en la edición siguiente se quedaría con el tercer lugar, ya el año 2021 se vuelve a coronar campeón en la categoría UTV, mientras que el 2022 obtiene nuevamente el título, esta vez en la categoría de prototipos ligeros, además de consolidarse como uno de los pilotos iberoamericanos con más etapas ganadas en la historia del Dakar (23 hasta el momento). Javier Villegas fue campeón mundial de Motociclismo FreeStyle 2011. En la década de 2020 destacan Hardy Muñoz, Ruy Barbosa y Maxi Scheib.

### Cuadrimoto
El máximo exponente en esta disciplina es el santiaguino Ignacio Casale que en enero de 2014 fue campeón del Rally Dakar. El año anterior ya había cumplido con la mejor posición de un deportista chileno en dicho rally, que es el rally-raid más exigente y más importante del mundo, al obtener la segunda posición, puesto que repetiría el año 2017. Luego Casale sería campeón nuevamente en este deporte en el Rally Dakar 2018 y en la edición 2020; también ha destacado el piloto Giovanni Enrico, quien obtuvo un segundo puesto en el Rally Dakar 2021.